# 로버타 (영화)
로버타(Roberta)는 미국에서 제작된 윌리엄 A. 세이터 감독의 1935년 코미디, 뮤지컬, 멜로/로맨스 영화이다. 아이린 던 등이 주연으로 출연하였고 팬드로 S. 버먼 등이 제작에 참여하였다.

## 출연

### 주연
- 아이린 던
- 프레드 아스테어

### 조연
- 진저 로저스
- 랜돌프 스코트
- 헬렌 웨스틀리
- 클레어 도드
- 빅터 바르코니
- 루이스 알베르니
- 페르디난드 무니어
- 토븐 메이어
- 애드리언 로슬리
- 보딜 로싱
- 린 카버
- 마리 오스본

## 제작진
- 원작자: 앨리스 두어 밀러
- 원작자: 글렌 트라이언
- 원작자: 오토 A. 하바치
- 의상: 버나드 뉴만